# Kol-Od
Kol-Od — композиція для труби соло і камерного ансамблю Лучано Беріо. Ансамбль складається з 3 флейт, гобою, 4 кларнетів, 2 саксофонів, фагота, 2 валторн, 2 труб, тромбону, туби, челести, акордеона і струнних.
Kol-Od віднесена автором також до серії композицій Chemins, більшість з яких написані на основі Секвенцій, під 6-м номером. Зокрема в Kol-Od (Chemins VI) партія солюючої труби взята з Sequenza X.
Kol-Od був вперше виконаний Ґабріеле Кассоне (Gabriele Cassone) з ансамблем Ensemble InterContemporain під орудою П'єра Булеза 27 квітня 1996 в Базелі.